# لوسي داكوس
لوسي داكوس (بالإنجليزية: Lucy Dacus)‏ هي مغنية وكاتبة أغاني روك مستقل أمريكية من مدينة ريتشمند، فيرجينيا. صدر لها ألبومان، كلاهما عبر تسجيلات ماتادور: نو بيردن (2016) وهِستوريان (2018).